# 夕刊読売
夕刊読売（ゆうかんよみうり、題字は夕刊讀賣）は、かつて読売新聞社（現：読売新聞東京本社）が発行していた日刊夕刊紙である。

## 歴史
読売新聞の夕刊（戦時中は新聞統制で報知新聞との合同により『讀賣報知』の題字で発行）は太平洋戦争下の1944年（昭和19年）3月に発行が休止となったが、戦後の1949年（昭和24年）11月26日に読売新聞の僚紙扱いとしての形による「夕刊読売」（11月27日付）として夕刊が復活した。題字は読売新聞朝刊で使われている横組みのものではなく、右端に縦組みで「夕刊讀賣」と記されたものが使われた。
創刊当初から秋好馨の4コマ漫画『轟先生』の連載が開始された。また、戦時中休止していた「人生案内」も夕刊復活の際に連載を再開した。
1951年（昭和26年）10月1日に読売新聞は朝夕刊セット発行を再開した。これに伴い、「夕刊読売」は読売本紙に統合される形で廃刊された。読売本紙に統合後は「夕刊讀賣新聞」の題字で現在に至る。
なお、読売新聞は朝夕刊セット制再開から、夕刊題字に縦線のスクリーントーンを付けた（東京発行のみ）。さらに、題字下には「THE YOMIURI SHIMBUN（改行）EVENING EDITION」と記されていたが、2002年1月に廃止された。また、1993年（平成5年）12月1日付からスクリーントーンは青紫色に代わり（この際、大阪版と西部版にも、同様にスクリーントーンを張るようになる）、2008年（平成20年）3月まで使用された。現在は発行所住所（東京・大阪・福岡など）のスクリーントーンを夕刊は水色、朝刊は黄土色で表記している。